# Askov Sløjdlærerskole
Askov Sløjdlærerskole var grundlagt i 1886 i Askov ved Vejen. Skolens første navn var Husflids- og Sløjdskolen i Askov, idet der i skolens første år undervistes i både husflid og sløjd om sommeren, og om vinteren var der drengeefterskole. Husfliden blev udskilt, og Anders Lervad (1863-1942), der var kendt for sin produktion af sløjdhøvlebænke og væve, var forstander for Husflidsskolen i Askov.
Skolen er også kendt som Askov Sløjdskole, idet der især i de første årtier blev afholdt kurser for unge mennesker, der ikke sluttede af med sløjdlærereksamen.
I 1953 blev skolen selvejende institution, og Aksel Sørensen blev den første bestyrelsesformand. I 1974 flyttede sløjdskolen til Esbjerg, blev endeligt indviet i 1975 og hed derefter Sløjdhøjskolen. Den gamle gymnastiksal er siden 1991 blevet brugt til amatørteater og kaldes efter oprindelsen Sløjdscenen.
Forstanderen for Askov Højskole, Ludvig Schrøder, opfordrede den unge lærer, husflids- og sløjdmand Søren Larsen Meldgaard til at starte skolen, hvilket han gjorde for egne midler; han købte en grund og fik de to første bygninger opført, så skolen kunne starte i 1886.
Askov-sløjdens grundlag var Nääs-sløjd, som Meldgaard lærte at kende på kurser i 1880'erne hos sløjdmanden Otto Salomon i Nääs i Sverige. I en årrække brugte man betegnelsen Askov-Nääs-sløjd. En af ledetrådene var individuel undervisning i modsætning til Dansk Skolesløjd (grundlagt af Aksel Mikkelsen), der stod for klasseundervisning tilpasset danske forhold med store holdstørrelser. Meldgaards og Mikkelsens sløjdretninger stod hårdt over for hinanden, indtil de repræsenterende sløjdforeninger blev lagt sammen til én i 1978.
Et element, som Askov-sløjden havde med fra Nääs-sløjden, var øvelsesrækker, hvor bestemte modeller blev fremstillet i stigende sværhedsgrad. Når et resultat var godkendt, fik man lov at gå videre. Dette er dog nu kun historie. Som eksempel anføres her modelrække A: penselskaft, pegepind, skaft til sylbor, byggeklodser, skærebræt, nøglebræt, spillepind, boldtræ, håndklædeholder, frakkebøjle, smørstikker, spækkebræt, underlag, korsfod, knagerække, halvmeterstok, penneskål, sømkasse, hylde med konsol, brevhylde, støvleknægt, knivkasse, skrivebordsskål, lineal, hovedlineal, brevholder, sengehest, skerække, tallerkenstel, syskrin, barnebord, smigstok, bænk.

## Forstandere ved Askov Sløjdlærerskole
- 1886-1894 Søren Larsen Meldgaard (1850-1894)
- 1895-1908 Jørgen Rasmussen Kirkebjerg (1859–1929)
- 1908-1938 Anders Nielsen (1864-1950)
- 1938-1964 Poul Vynne (1906-1971)
- 1964-1972 Kurt Bay-Petersen (1935- )
- 1972-1993 Johannes Sole Pedersen (1930-2018)[2] (fra 1974/75 videreført som Sløjdhøjskolen i Esbjerg)